# 桑原智
桑原 智（くわばら さとし、1964年 - ）は、日本の男性アニメーション演出家、アニメーション監督。デジタルハリウッド大学客員准教授。

## 概要
制作担当として手塚プロダクションに入社。入社から約半年後にアニメ監督の出﨑統と出会い、その際に様々な厳しい指導を受ける。桑原本人は「初めて演出をした際はひどく怒られた」と述懐し、そして出﨑を「最高の演出家だと思っている」と畏敬の念も示している。
自身を「根暗な人間」だと自称している。しかしそれ故に「人間の内面を描き、精神世界を描写することが好きで、それが得意だと思う」とも語っている。

## 参加作品

### テレビアニメ
1992年
- おにいさまへ…（制作進行）

1994年
- とっても!ラッキーマン（1994年 - 1995年、制作進行）

1996年
- 水色時代（絵コンテ・演出）

1997年
- 手塚治虫の旧約聖書物語（演出助手）

1999年
- MASTERキートン（絵コンテ・演出）
- 白鯨伝説（演出）
- ネオ・ファウスト（演出）

2000年
- 名探偵コナン（演出
- 手塚治虫が消えた!? 20世紀最後の怪事件（監督・脚本）

2003年
- ASTRO BOY 鉄腕アトム（2003年 - 2004年、絵コンテ・演出）

2004年
- 火の鳥（絵コンテ・演出）
- ブラック・ジャック（2004年 - 2006年、チーフディレクター・シナリオ・絵コンテ・演出）

2006年
- ブラック・ジャック21（シナリオ・絵コンテ・演出）

2008年
- スケアクロウマン（絵コンテ・演出）
- とある魔術の禁書目録（絵コンテ）

2009年
- 黒神 The Animation（絵コンテ）
- ジャングル大帝 -勇気が未来をかえる-（絵コンテ）
- 源氏物語千年紀 Genji（助監督・演出）
- 夢色パティシエール（絵コンテ）
- コケッコーさん（2009年 - 2010年、絵コンテ）

2010年
- GIANT KILLING（絵コンテ）
- クッキンアイドル アイ!マイ!まいん!（絵コンテ）
- 荒川アンダー ザ ブリッジ（絵コンテ）
- 爆丸バトルブローラーズ（2010年 - 2012年、絵コンテ）

2011年
- 遊☆戯☆王ZEXAL（2011年 - 2012年、監督・絵コンテ）

2012年
- 遊☆戯☆王ZEXAL II（2012年 - 2014年、監督・絵コンテ）

2017年
- アトム ザ・ビギニング（絵コンテ・演出）

2018年
- だがしかし2（監督・絵コンテ・OP絵コンテ）

2019年
- 五等分の花嫁（監督・絵コンテ・演出・OP絵コンテ）
- どろろ（絵コンテ）

2020年
- 安達としまむら（監督・絵コンテ）

2021年
- 異世界魔王と召喚少女の奴隷魔術Ω（監督・絵コンテ）
- カノジョも彼女（監督・絵コンテ）

2022年
- 魔法使い黎明期（監督・シリーズ構成・絵コンテ）
- まめきちまめこニートの日常（監督・シリーズ構成・絵コンテ）

2023年
- 女神のカフェテラス（監督・絵コンテ）
- アンダーニンジャ（監督・絵コンテ）

### 劇場アニメ
1997年
- ジャングル大帝（絵コンテ・演出）

2003年
- ASTRO BOY 鉄腕アトム特別編 アトム誕生の秘密（演出）
- ASTRO BOY 鉄腕アトム特別編 イワンの惑星〜ロボットと人間の友情〜（演出）

2004年
- ASTRO BOY 鉄腕アトム特別編 輝ける地球〜あなたは青く、美しい…〜（演出）

2005年
- Dr.ピノコの森の冒険（監督・演出）

2016年
- 遊☆戯☆王 THE DARK SIDE OF DIMENSIONS（監督・脚本・絵コンテ）

### OVA
1993年
- ブラック・ジャック（1993年 - 2011年、総監督（KARTE 11のみ）・絵コンテ・演出）

1998年
- ゴルゴ13 “QUEEN BEE”（演出）

### Webアニメ
2006年
- 幕末機関説 いろはにほへと（2006年 - 2007年、絵コンテ）